# バックマン家の人々
『バックマン家の人々』（原題：Parenthood）は、1989年のアメリカ合衆国の映画。

## ストーリー
内向的で悩み勝ちなな息子を抱えたS・マーティンとM・スティーンバージェン夫妻、3歳の娘の英才教育に執心のR・モラニス夫妻、2人の問題児に悩むD・ウィースト、一攫千金を夢見て大人になれないT・ハルス、そして彼らの父親J・ロバーズを含めたアメリカの中流家庭バックマン一族の日々を笑いと哀愁で綴ったハートウォーミングなファミリー・ドラマ。

## キャスト
| 役名                     | 俳優                           | 日本語吹替 | 日本語吹替 |            |
| 役名                     | 俳優                           | VHS版 | テレビ東京版 |            |
| ------------------------ | ------------------------------ | --- | --- | ---------- |
| 長男ギル                 | スティーヴ・マーティン         | 羽佐間道夫 | 羽佐間道夫 | 羽佐間道夫 |
| ギルの妻カレン           | メアリー・スティーンバージェン | 高島雅羅 | 山田栄子 |            |
| ギル夫婦の息子ケヴィン   | ジェイセン・フィッシュー       | 松本梨香 | |            |
| 次男ラリー               | トム・ハルス                   | 谷口節 | 平田広明 |            |
| 長女ヘレン               | ダイアン・ウィースト           | 谷育子 | 前田敏子 |            |
| ヘレンの娘ジュリー       | マーサ・プリンプトン           | 玉川砂記子 | かないみか |            |
| トッド（ジュリーの彼氏） | キアヌ・リーブス               | 山口健 | 成田剣 |            |
| ヘレンの息子ゲリー       | リーフ・フェニックス           | 飯泉征貴 | カシワクラツトム |            |
| 次女スーザン             | ハーレイ・ジェーン・コザック   | 榊原良子 | 井上喜久子 |            |
| スーザンの夫ネイサン     | リック・モラニス               | 山寺宏一 | 牛山茂 |            |
| 父フランク               | ジェイソン・ロバーズ           | 大木民夫 | 加藤精三 |            |
| テイラー                 | アリサン・ポーター             | | |            |
| 祖母                     | ヘレン・ショウ                 | | |            |
| 少年時代のギル           | マックス・エリオット・スレイド | 佐々木優子 | |            |
| その他                   |                                | 高村章子 島美弥子 天野由梨 大谷育江 佐藤ユリ 近藤玲子 一城みゆ希 島香裕 小島敏彦 金尾哲夫 斉藤昌 西村知道 大山高男 辻親八 立木文彦 亀井芳子 | 寺内よりえ 定岡小百合 亀井芳子 大谷育江 馬場澄江 横田みはる 塩屋浩三 田原アルノ 栗山微笑子 江川央生 磯部弘 水原リン |            |

- テレビ東京版：1994年5月26日『木曜洋画劇場』

## スタッフ
- 監督：ロン・ハワード
- 原案：ローウェル・ガンツ、ババルー・マンデル、ロン・ハワード
- 撮影：ドナルド・マカルパイン
- 音楽：ランディ・ニューマン
- 衣装：ルース・モーリー
- 日本語字幕：戸田奈津子

## 評価
レビュー・アグリゲーターのRotten Tomatoesでは59件のレビューで支持率は92%、平均点は7.50/10となった。Metacriticでは17件のレビューを基に加重平均値が82/100となった。

## 受賞・ノミネート
第62回アカデミー賞
- ノミネート：助演女優賞（ダイアン・ウィースト）、歌曲賞（"I Love To See You Smile" ランディ・ニューマン作詞・作曲)

第47回ゴールデングローブ賞
- ノミネート：主演男優賞 (ミュージカル・コメディ部門)、助演女優賞、主題歌賞